# Mars 1836

## Événements
- 2 mars : le Texas proclame son indépendance par rapport au Mexique.

- 4 mars, France : Arthur de Gobineau, grâce à la protection du géographe Eyriès, songe à collaborer au journal asiatique.

- 6 mars, États-Unis : prise de Fort Alamo par les Mexicains se soldant par la mort des 189 défenseurs.

- 8 mars, France : « Conspiration des poudres ». Armand Barbès et Louis Auguste Blanqui arrêtés.

- 26 mars, France : reprise d'Angelo, tyran de Padoue de Hugo au Théâtre-Français.

- 27 mars : massacres de 300 texans à Goliad.

## Naissances
- 3 mars : Charles Henry de Soysa, philanthrope sri lankais
- 11 mars : Max Arthur Waagen, sculpteur allemand
- 14 mars :
  - Franz Stolze (mort en 1910), philosophe, historien, géographe, mathématicien, physicien et ingénieur allemand.
  - Charles William Wilson (mort en 1905), officier, cartographe, archéologue et géographe britannique.
  - Jules Joseph Lefebvre, peintre français († 24 février 1911).
- 28 mars :
  - Emmanuel Benner, peintre français († 24 septembre 1896).
  - Jean Benner, peintre français († 28 octobre 1906).

## Décès
- 6 mars : Davy Crockett, soldat, trappeur et homme politique américain
- 9 mars : Antoine Destutt de Tracy, philosophe idéologue (° 1754).